# Indice suisse des prix à la consommation
L’indice suisse des prix à la consommation (IPC) mesure le renchérissement des principaux biens de consommation (marchandises et services) pour les ménages privés en Suisse. L'IPC mesure l’évolution des prix à l’aide d'un panier-type, qui comprend environ 1 050 marchandises et services, lesquels sont pondérés en fonction de la part qu’ils représentent dans le budget des ménages.
L’IPC est relevé par l'Office fédéral de la statistique.

## Bases légales
Les bases légales de l’indice suisse des prix à la consommation sont la loi du 9 octobre 1992 sur la statistique fédérale (RS 431.01) ainsi que l’ordonnance du 30 juin 1993 concernant l'exécution des relevés statistiques fédéraux (RS 431.012.1).

## Type d’enquête
L’IPC est une enquête par échantillonnage réalisée sur le terrain, par téléphone, sur Internet, par voie postale ou à l'aide de données scannées. Quelque 50 000 prix sont relevés mensuellement dans environ 3 000 points de vente. La participation à l’enquête est obligatoire.

## Réalisation
L’IPC est établi depuis 1914. Des révisions complètes assorties d’une nouvelle base ont été effectuées dans les années 1939, 1966, 1977, 1982, 1993, 2000, 2005 et 2010. Aujourd’hui, les prix sont relevés chaque mois au cours des deux premières semaines du mois (exception: les prix du mazout et des carburants sont relevés la première et la troisième semaine du mois).

## Composition du panier-type
Le panier-type de l’IPC 2014 comporte les principaux groupes suivants: 
| Groupe principal                         | Part en % |
| ---------------------------------------- | --------- |
| Alimentation et boissons non alcoolisées | 10,463 %  |
| Boissons alcoolisées et tabacs           | 1,818 %   |
| Habillement et chaussures                | 3,788 %   |
| Logement et énergie                      | 24,955 %  |
| Équipement ménager et entretien courant  | 4,533 %   |
| Santé                                    | 14,992 %  |
| Transports                               | 11,600 %  |
| Communications                           | 2,696 %   |
| Loisirs et culture                       | 10,201 %  |
| Enseignement                             | 0,863 %   |
| Restaurants et hôtels                    | 8,544 %   |
| Autres biens et services                 | 5,547 %   |

Les dépenses telles que les cotisations aux assurances maladie et sociales, les impôts, l'achat de biens immobiliers ou de titres, le versement de pensions alimentaires, l’assurance responsabilité civile, ne sont pas pris en considération dans l’IPC, car l'IPC se fonde exclusivement sur la consommation privée. Les primes d'assurance représentent des transferts. Ces derniers sont restitués aux ménages sous forme de prestations d'assurance lorsque survient un événement couvert par l'assurance. La consommation financée de la sorte, par ex. les séjours hospitaliers, les prestations médicales et paramédicales, les soins à domicile, les médicaments, les lunettes, etc., est comprise dans le panier-type de l'IPC et est donc considérée pour définir l'évolution du renchérissement. Néanmoins, étant donné que les primes d'assurance-maladie représentent des sommes importantes pour les ménages, le Conseil fédéral a chargé, lors de la révision de l'IPC 2000, l'Office fédéral de la statistique de mettre sur pied un Indice des primes d’assurance-maladie (IPAM) en complément de l'IPC pour fournir des informations supplémentaires, utiles à la politique sociale et à la politique des revenus.

## Importance de l’IPC
L’IPC fournit des informations de référence pour:
- le comportement de consommation: décisions de faire des économies ou de consommer

- les institutions publiques (assurances sociales, Confédération, cantons et communes): politique conjoncturelle et discussions liées au renchérissement → adaptation du budget, des rentes et des primes

- les entreprises: appréciation de la situation économique

- les ménages privés: décisions de faire des économies ou de consommer

- la Banque nationale suisse: politique monétaire, inflation